# Anton Öhman
Anton Öhman, född 2 december 1995 i Umeå, är en svensk ishockeyback som spelar för norska Nidaros Ishockeyklubb.